# Caribisch Hof van Justitie
Het Caribisch Hof van Justitie (Caribbean Court of Justice; CCJ) is het gerechtelijk instituut van de Caricom. 
Het Hof werd in 2001 opgericht en in 2005 gevestigd in Port of Spain, Trinidad en Tobago. Het toets op het Herziene Verdrag van Chaguaramas, dat ten grondslag ligt aan de oprichting van de Caricom en de gemeenschappelijke markt. Hiermee moet verzekerd worden dat er een uniforme interpretatie is van de gemeenschappelijke wetgeving. Het is de exclusieve en verbindende autoriteit op dit gebied.
Hoger beroep kan worden aangetekend op een hoger internationaal niveau, zoals bij de Wereldgezondheidsorganisatie (WHO).
Een aantal landen hebben het CCJ aangesteld voor hogerberoepszaken in de plaats van de Judicial Committee of the Privy Council (JCPC) van het Gemenebest van Naties. Landen die hiervoor hebben gekozen zijn Barbados, Belize en Guyana.
Naast het hof bevindt zich het Caribbean Community Administrative Tribunal dat zich richt op arbeidsgeschillen binnen instellingen van de Caricom.

## Leden
Het rechtsgebied van het CCJ beslaat de volgende landen:
- Antigua and Barbuda
- Bahamas
- Barbados (ook hoger beroep)
- Belize (ook hoger beroep)
- Dominica
- Grenada
- Guyana (ook hoger beroep)
- Haiti
- Jamaica
- Montserrat
- Saint Kitts en Nevis
- Saint Lucia
- Saint Vincent en de Grenadines
- Suriname
- Trinidad en Tobago